# Трікка
39°33′32″ пн. ш. 21°45′45″ сх. д. / 39.558752° пн. ш. 21.762589° сх. д.

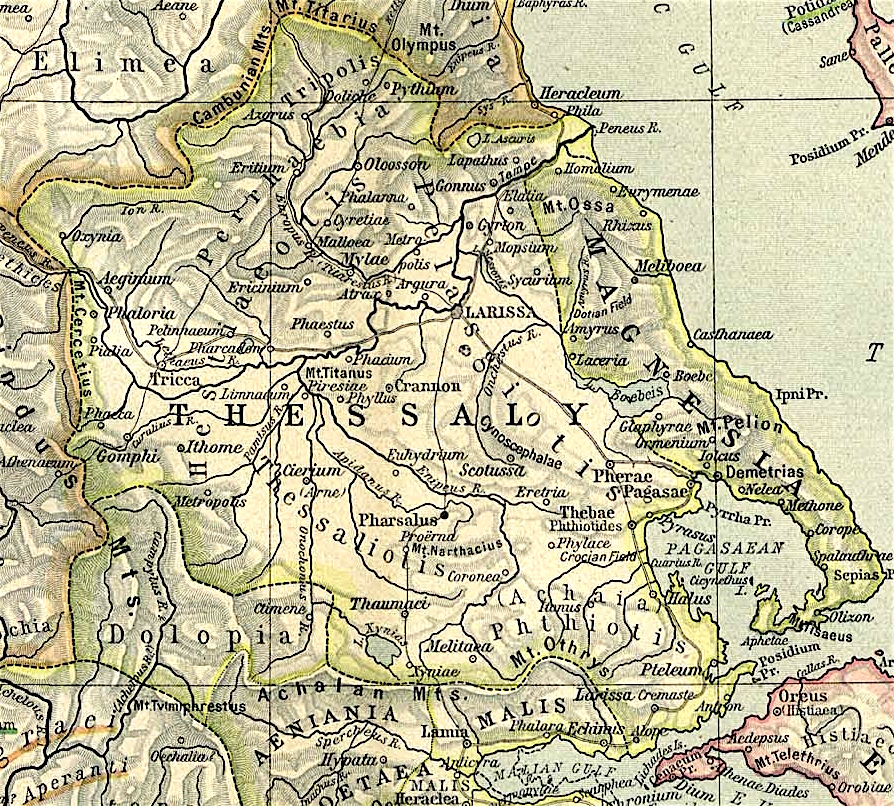
Карта, яка показує стародавню Фессалію. Трікка показана в центрі ліворуч.

Трікка (з давньогрецької: ΤρίΚκη або ΤρίΚκα) —  місто і поліс стародавньої Фессалії (один з традиційних районів Стародавньої Греції) в районі Гістіеотіс, що розташований на Лівому березі Пенея і недалеко від невеликого струмка під назвою Летей. Кажуть, що це місто отримало свою назву від Тріккі, доньки Пенея. Зараз на стародавньому місці розташоване місто Трікала.

## Історія
Воно згадується у Гомера як царство Махаона і Подалейрія, синів Асклепія і лікарів грецької армії, які вели тріккейців на Троянську війну. Тут знаходився храм Асклепія, який вважався найдавнішим і знаменитим з усіх храмів цього бога. Цей храм відвідували хворі, чиї зцілення були там зафіксовані, як і в храмах Асклепія в Епідаврі і Косі. Ймовірно, до храму були прикріплені лікарі. Археолог XIX століття Вільям Мартін Лік повідомляє про написи в чотирьох елегійних віршах на пам'ять про «богоподібного лікаря на ім'я Кімбер, його дружина Андромаха», яку він знайшов на мармурі на мосту через стародавню Летею.  
У наказі, опублікованому Полісперхоном та іншими полководцями Олександра Македонського після смерті останнього, що дозволяє вигнанцям з різних грецьких міст повертатися в свої будинки, вигнанці з Тріккі і сусіднього міста Фаркадона були виключені з якоїсь причини, яка не зафіксована. Трікка була першим містом у Фессалії, до якого прибув Філіп V Македонський після своєї поразки в битві при аусі (198 рік до н.е.). 
Прокопій, який називає місто Трікаттус (τρικάττους), каже, що він був відновлений Юстиніаном;  однак Ієрокл все ще називає його Трікка у VI столітті, і форма в Юстиніані може бути спотворена. У XII столітті він вже носить свою сучасну назву Тріккала (ΤρίΚκαλα). 
Замок займає пагорб, що виступає з останніх водоспадів гори Хассія; але єдиними слідами стародавнього міста, які зміг виявити Лик, були невеликі залишки еллінської кладки, складові частини стіни замку, і кілька квадратних кам'яних блоків того ж віку, розкиданих по різних частинах міста. Рештки знаходяться в районі сучасної Трікали під назвою Агіос Ніколаос. 
Трікка рано вступила в християнство і була засвідчена як єпископський престол з давніх-давен; зараз єпископство є грецьким православним. Римо-католицька церква претендує на нього як на титульний престол. 